# Куна (НДХ)
Куна НДХ била је валута Независне Државе Хрватске у Другом светском рату. Користила се од 1941. до 1945. на територији НДХ прво за плаћње роба и услуга паралелно са југословенским динаром, италијанском лиром и немачком рајхсмарком, а потом до 30.11. 1941. године као једино и искључиво законито средство плаћања.

## Новачанице у оптицају
Новчанице (куне) у оптицају: 50 бан, 1 и 2 кн (25. септембар 1942) 10 кн (30. август 1941) 50, 100, 500 и 1000 кн (26. мај 1941) 5000 кн (15. јул 1943) 1000 и 5000 кн (1. септембар 1943).
Новчанице (куне) које због ратних околности нису издане, а у потпуности су биле израђене: 100 и 500 кн (1. септембар 1943) 20 и 50 кн (15. јануар 1944)
Новчанице у изради: 10000 кн (само нацрти)
Курс куне 1941-45. у односу на немачку РМ (Рајх марку) био је фиксан 20 Кн за 1 РМ (1 УСД = 2,50 РМ или 50 Кн.
Од јесени 1942. за дознаке из света грађанима и војницима на служби у Вермахту примењиван курс 40 кн = 1 РМ, од пролећа 1943. 60 кн = 1 РМ, од јесени 1944. до 8. маја 1945. 120 кн = 1 РМ.

### Папирне новчанице
| Изглед | Номинална вредност | Датум издавања      | Боја                      | Димензије | Напомена       |
| ------ | ------------------ | ------------------- | ------------------------- | --------- | -------------- |
|        | 50 баница          | 25. септембар 1942. | плава и светлосмеђа       | 44×80 mm  |                |
|        | 1 куна             | 25. септембар 1942. | тамноплава и светлосмеђа  | 81×44 mm  |                |
|        | 2 куне             | 25. септембар 1942. | тамносмеђа и црвенобраон  | 81×44 mm  |                |
|        | 10 куна            | 30. август 1941.    | маслинасто зелена         | 135×68 mm |                |
|        | 20 куна            | 15. јануар 1944.    | смеђа                     | 140×64 mm |                |
|        | 50 куна            | 26. мај 1941.       | зелена                    | 144×67 mm |                |
|        | 50 куна            | 15. јануар 1944.    | зелена                    | 144×67 mm |                |
|        | 100 куна           | 26. мај 1941.       | плава и зелена            | 150×80 mm |                |
|        | 100 куна           | 1. септембар 1943.  | танно плава и смеђа       | 157×73 mm |                |
|        | 500 куна           | 26. мај 1941.       | црвено-смеђа              | 157×84 mm |                |
|        | 500 куна           | 1. септембар 1943.  | љубичаста                 | 167×76 mm |                |
|        | 1000 куна          | 26. мај 1941.       | маслинасто-зелена         | 137×68 mm |                |
|        | 1000 куна          | 1. септембар 1943.  | тамносмеђа, жута и зелена | 176×80 mm |                |
|        | 5000 куна          | 15. јул 1943.       | смеђа, љубичаста и зелена | 180×95 mm |                |
|        | 5000 куна          | 1. септембар 1943.  | црвено-смеђа, плава       | 185×85 mm |                |
|        | 50 баница          | 1. септембар 1942.  |                           | 69×48 mm  | Само за Загреб |
|        | 1 куна             | 1. септембар 1942.  |                           | 69×48 mm  | Само за Загреб |
|        | 2 куне             | 1. септембар 1942.  |                           | 69×48 mm  | Само за Загреб |

### Кованице
| Изглед | Изглед | Номинална вредност | Датум издавања | Димензије | Напомена |
| ------ | ------ | ------------------ | -------------- | --------- | -------- |
|        |        | 2 куне             | 1941.          |           |          |

## Пробне кованице
| Изглед | Изглед | Номинална вредност | Датум издавања | Димензије | Напомена |
| ------ | ------ | ------------------ | -------------- | --------- | -------- |
|        |        | 25 баница          | 1941.          |           |          |
|        |        | 50 баница          | 1941.          |           |          |
|        |        | 50 баница          | 1941.          |           |          |
|        |        | 1 куна             | 1941.          |           |          |
|        |        | 1 куна             | 1941.          |           |          |
|        |        | 1 куна             | 1941.          |           |          |
|        |        | 1 куна             | 1941.          |           |          |
|        |        | 2 куне             | 1941.          |           |          |
|        |        | 2 куне             | 1941.          |           |          |
|        |        | 2 куне             | 1941.          |           |          |
|        |        | 2 куне             | 1941.          |           |          |
|        |        | 5 куна             | 1934.          |           |          |
|        |        | 5 куна             | 1941.          |           |          |
|        |        | 10 куна            | 1941.          |           |          |
|        |        | 500 куна           | 1941.          |           |          |
|        |        | 500 kuna           | 1941.          |           |          |